# Partido Nacionalista (Panamá)
El Partido Nacionalista fue un pequeño partido político panameño de tendencia nacionalista radical creado en 1961 por Aquilino Boyd, luego de separarse del Tercer Partido Nacionalista que lideró inicialmente desde 1959 y posteriormente había perdido el control de éste.
En las elecciones presidenciales de 1964 formó parte de la coalición Unión Nacional de Oposición liderada por Marco Aurelio Robles. A pesar de la victoria de Robles, el Partido Nacionalista sólo obtuvo 2803 votos (0,88% del total) y no obtuvo diputados para la Asamblea Nacional, por lo que fue abolido por el Tribunal Electoral.